# Rugiswalde

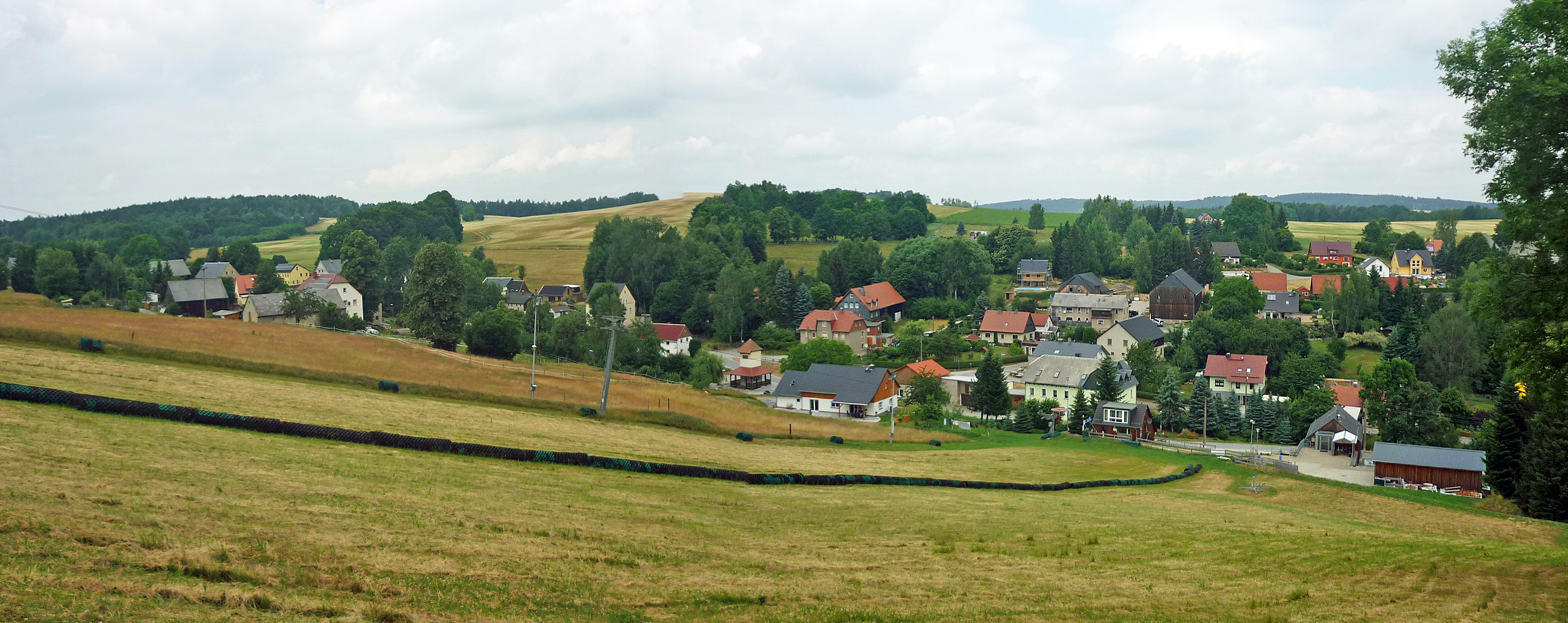
Blick vom Skihang auf Rugiswalde

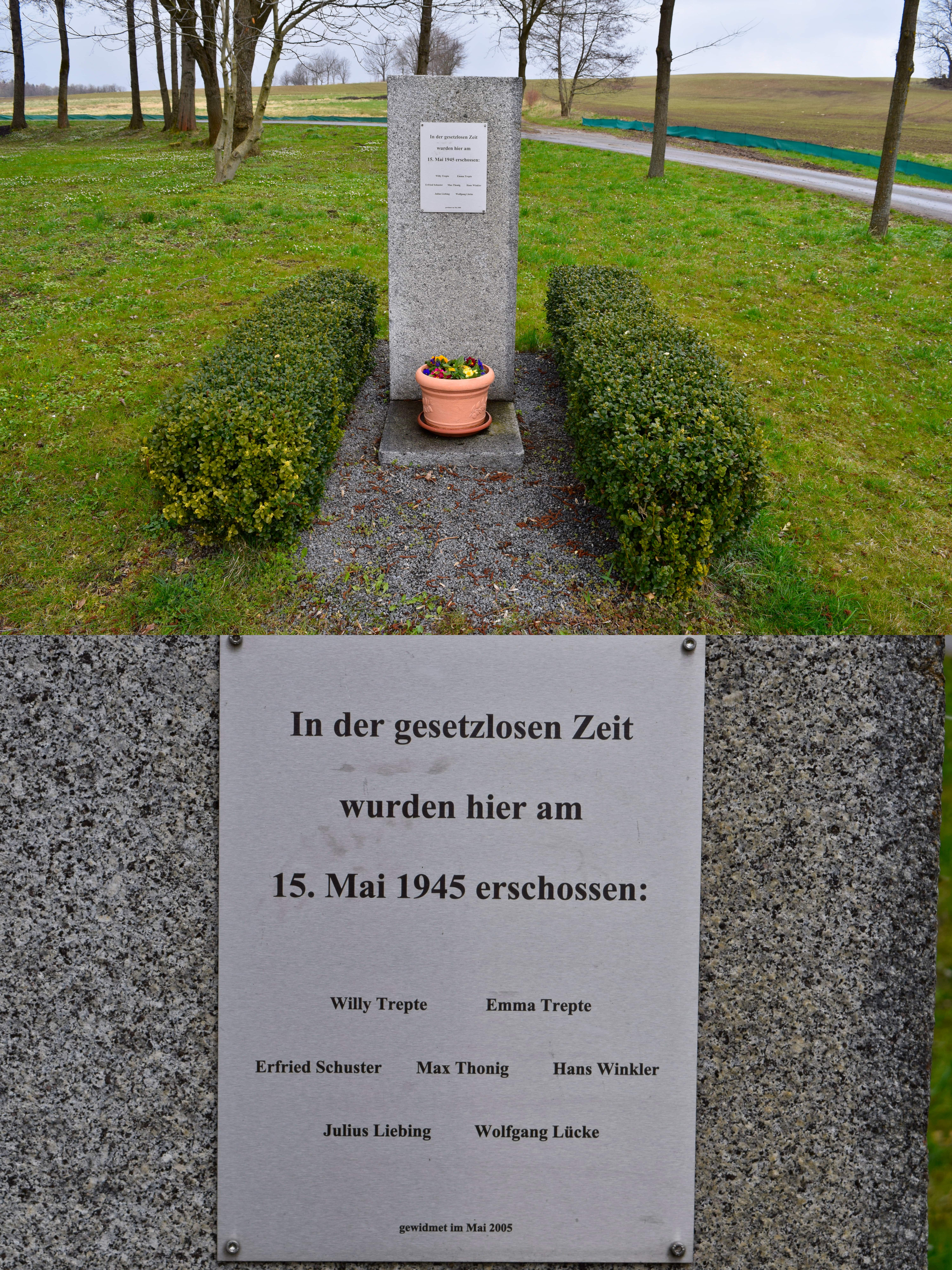
Gedenktafel an die Opfer marodierender Zwangsarbeiter in Rugiswalde.

Rugiswalde ist ein Ortsteil von Neustadt in Sachsen im Landkreis Sächsische Schweiz-Osterzgebirge an der Grenze zu Tschechien.

## Geographie
Rugiswalde liegt östlich der sächsischen Landeshauptstadt Dresden im Übergangsbereich von Lausitzer Bergland und Sächsischer Schweiz. Es befindet sich im Südosten der Stadt Neustadt in Sachsen und damit im Nordosten des Landkreises Sächsische Schweiz-Osterzgebirge. Das Waldhufendorf liegt im Tal des Frohnbachs, der über den Luční potok (Heimichbach) in die Sebnitz entwässert. Fast die Hälfte der 485 Hektar großen Flur, insbesondere der Bereich im Süden und Westen, ist bewaldet. In südlicher Richtung steigt das Gelände zum Ungerberg (537,2 m ü. NHN) hin an; im Winter ist am Hang ein Skilift in Betrieb. Die Fluren unmittelbar um die Ortslage Rugiswalde werden größtenteils landwirtschaftlich genutzt.
Die Ostgrenze der Gemarkung Rugiswalde ist die deutsche Bundesgrenze zu Tschechien. Östlich benachbart sind die Ortsteile Nová Víska (Neudörfel) und Horní Poustevna (Obereinsiedel) der nordböhmischen Stadt Dolní Poustevna (Niedereinsiedel). Zudem grenzt Rugiswalde an die anderen Neustädter Ortsteile Langburkersdorf im Norden und Krumhermsdorf im äußersten Westen. Südlich benachbart ist der Sebnitzer Ortsteil Schönbach, im äußersten Süden grenzt die Gemarkung Sebnitz an.
Die wichtigste Straße auf Rugiswalder Flur ist die Sebnitzer Straße, die als Staatsstraße 154 von Neustadt in Sachsen nach Sebnitz führt und den Ort im Südwesten tangiert. Die Ortslage Rugiswalde selbst wird vorwiegend durch die Talstraße erschlossen, die weitgehend dem Frohnbach folgt und an einem Grenzübergang für Wanderer endet. Vor 1945 führte die Straße weiter nach Obereinsiedel. Rugiswalde ist an das Busnetz des Regionalverkehrs Sächsische Schweiz-Osterzgebirge (RVSOE) angeschlossen. Nächste Haltepunkte an der Bahnstrecke Bautzen–Bad Schandau sind die Bahnhöfe Sebnitz (Sachs) und Neustadt (Sachs).

## Geschichte
Am 15. Mai 1945 bewegte sich auf der Straße von Sebnitz nach Neustadt in Sachsen ein von betrunkenen Mannschaften in polnischen Uniformen begleiteter Zug mit vermutlich ehemaligen Zwangsarbeitern. Dabei kam es in Rugiswalde zu Plünderungen, Brandstiftungen und zu Übergriffen. Im Dorf wurden sieben Personen erschossen und vier Häuser in Brand gesteckt. Im Mai 2005 wurde den Opfern ein Gedenkstein errichtet.